# Gele grondeekhoorn
De gele grondeekhoorn (Spermophilus fulvus)  is een zoogdier uit de familie van de eekhoorns (Sciuridae). De wetenschappelijke naam van de soort was oorspronkelijk Citellus fulvus. Ze werd voor het eerst geldig gepubliceerd door Martin Lichtenstein in 1823.

## Voorkomen
De soort komt voor in (delen van) Afghanistan, China, Iran, Kazachstan, Kirgizië, Tadzjikistan, Turkmenistan, Oezbekistan en de Russische Federatie.